# Parafia św. Brunona w Chicago
Parafia św. Brunona w Chicago (ang. St. Bruno's Parish) – parafia rzymskokatolicka położona w Chicago w stanie Illinois w Stanach Zjednoczonych.
Jest ona wieloetniczną parafią we wschodniej dzielnicy Chicago, z mszą św. w j. polskim dla polskich imigrantów.
Parafia została poświęcona św. Brunonowi z Kwerfurtu.

## Szkoły
- St. Bruno School